# Huevo de la columnata
El huevo de la columnata es un huevo de Pascua esmaltado enjoyado fabricado por Henrik Wigström bajo la supervisión del joyero ruso Peter Carl Fabergé en 1910. El huevo de Fabergé fue hecho para Nicolás II de Rusia, quien se lo regaló a su esposa, Alejandra Fiodorovna, para celebrar el nacimiento de su único hijo varón, el zarevich Alexei. Al ser un huevo con reloj, no contenía ninguna sorpresa.

## Diseño
El huevo de la columnata está realizado en bowenita, oro de cuatro colores, plata dorada, platino, esmalte guilloché y diamantes rosas. Es uno de los cuatro huevos de Pascua de Fabergé que incluyen un reloj en el diseño: presenta un reloj giratorio fabricado por la firma suiza Henry Moser & Cie.
El huevo en esmalte rosa guilloché está coronado por un Cupido dorado y descansa sobre seis columnas de bowenita (un tipo de jadeíta) de color verde claro; la esfera anular móvil del reloj es una banda horizontal esmaltada en blanco con las horas engastadas con diamantes. Al Cupido sentado le falta ahora una rama de plata dorada que sostenía con la mano derecha y con la que indicaba la hora.
El huevo simboliza un templo del Amor. Rodeadas por las columnas, un par de palomas de platino sobre una columna central acanalada truncada representan el amor de Nicolás y Alejandra. Junto a una guirnalda de rosas de oro rojo, blanco, verde y amarillo, cuatro querubines femeninos de plata dorada se sientan por el exterior alrededor de la base del huevo, cada una de las cuales representa a las cuatro hijas de Nicolás y Alejandra: Anastasia, Olga, María y Tatiana. Alexei está representado por el Cupido de plata dorada, que corona el huevo.

## Historia
Comprado por 11.600 rublos el Huevo de la columnata fue presentado a Alejandra en la Pascua de 1910 para celebrar el nacimiento en 1904 de Alexei, el quinto hijo y único varón de Nicolás y Alejandra. Después de dar a luz a cuatro hijas, el nacimiento de su primer y único hijo fue significativo porque aseguró un heredero directo al trono, en lugar de pasar la sucesión al gran duque Miguel Alejandrovich de Rusia, el hermano menor de Nicolás II.
Tras la abdicación de Nicolás II y el confinamiento de la familia en 1917, el huevo fue confiscado por el gobierno provisional. Luego aparece en una lista de 1922 de tesoros confiscados trasladados del Palacio Anichkov al Sovnarkom, que era una organización estatal que recolectaba y conservaba tesoros. En 1927, el Huevo de la columnata se vendió como uno de nueve huevos a Emanuel Snowman, del anticuario londinense Wartski. Dos años más tarde fue vendido a la reina María de Teck y heredado por la reina Isabel II en 1953. Permanece en la Colección Real.
De julio a octubre de 2011, se presentó en la exposición Royal Fabergé durante la inauguración de verano del Palacio de Buckingham.
Otros huevos de Fabergé en la Colección Real británica incluyen:
- Doce paneles, 1899, regalo de Alexander Kelch a su esposa Barbara (Varvara) Kelch-Bazanova.
- Cesta de flores silvestres, 1901, regalo de Nicolás II a la emperatriz Alejandra Fiodorovna.
- Mosaico, 1914, regalo de Nicolás II a la emperatriz Alejandra Fiodorovna.[3]

## Modificaciones
La pieza sufrió varias alteraciones respecto a su estado original, fácilmente reconocibles gracias a una fotografía antigua. En primer lugar, a Cupido ahora le falta un bastón o ramita de plata dorada que sostenía en su mano derecha y señalaba el anillo giratorio debajo para indicar la hora. Actualmente, para este propósito, se usa una flecha fija montada en la parte superior del templete. Por último, el remate dorado que sobresale en la base del huevo también es una adición posterior.